# Iramo Vanz
Iramo Vanz (Mantova, 23 maggio 1924 – Mantova, 10 settembre 2019) è stato un calciatore italiano, di ruolo attaccante.

## Carriera
Ha giocato nel Campionato Alta Italia con il Mantova (nella stagione 1943-1944) e in Serie C con il Riccione e con lo stesso Mantova (nella stagione 1940-1941 e nella stagione 1941-1942). Dal 1945 al 1947 ha invece giocato in Serie B nel Mantova.
Anche i fratelli Glauco Vanz, Alessandro Vanz e Gianni Vanz furono calciatori; dopo il ritiro scrisse per il Corriere dello Sport-Stadio e divenne vicepresidente provinciale del Coni, creando il torneo Dugoni e il Palio Virgiliano.